# 山梨県道719号富士河口湖芦川線
山梨県道719号富士河口湖芦川線（やまなしけんどう719ごう ふじかわぐちこあしがわせん）は、山梨県南都留郡富士河口湖町と笛吹市を結ぶ一般県道である。
2010年（平成22年）3月27日、若彦トンネルの供用開始により通行不能部は解消された。

## 概要

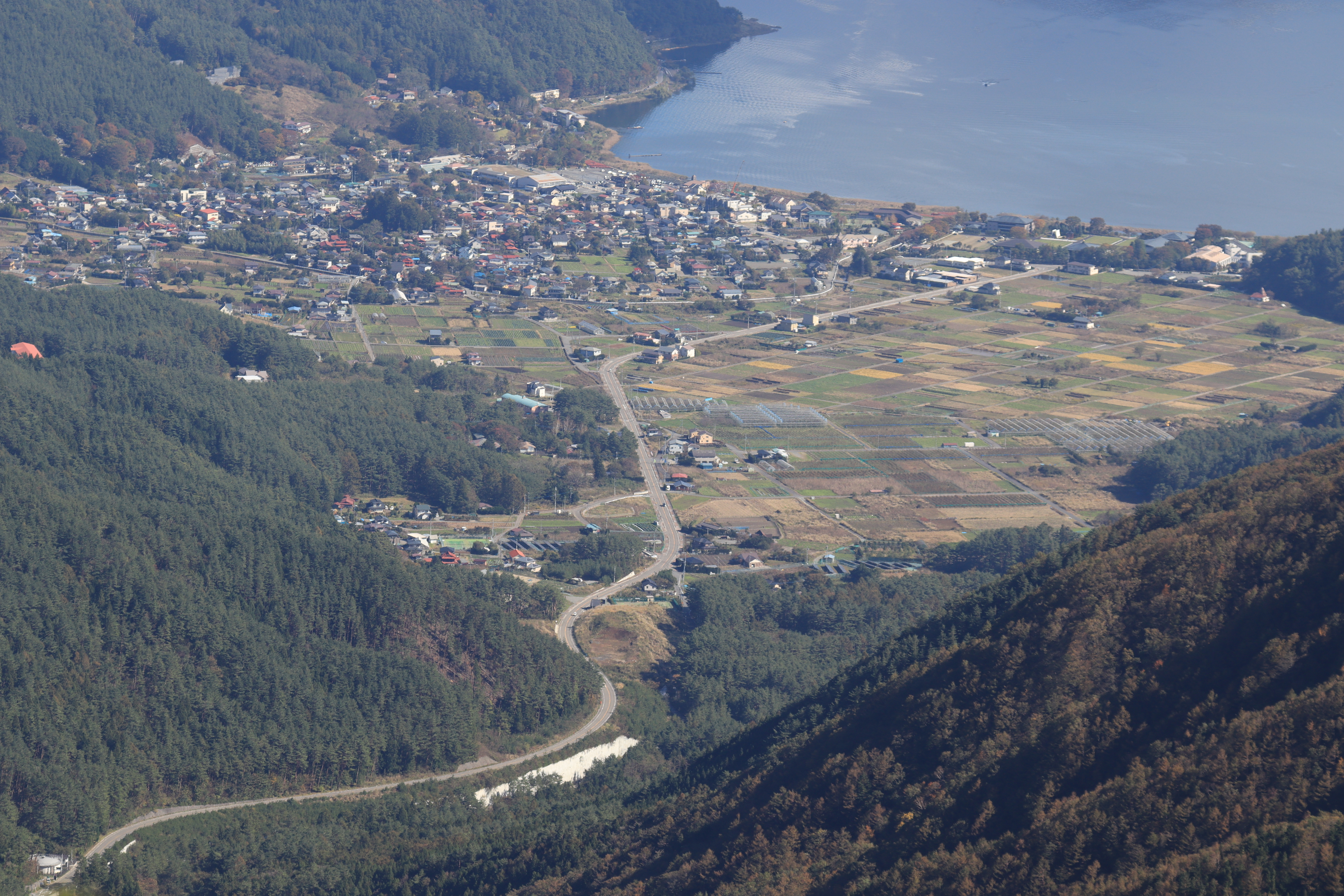
御坂山地の節刀ヶ岳から望む山梨県道719号富士河口湖芦川線、河口湖畔近くに起点となる山梨県道21号河口湖精進線との交点、南都留郡富士河口湖町大石にて

### 路線データ
- 起点：山梨県南都留郡富士河口湖町大石 （山梨県道21号河口湖精進線交点）
- 終点：山梨県笛吹市芦川町上芦川 （山梨県道36号笛吹市川三郷線交点）
- 陸上距離：5,820m

## 通過する自治体
- 山梨県
  - 南都留郡富士河口湖町
  - 笛吹市

## 交差・接続する道路
- 山梨県道21号河口湖精進線
- 山梨県道36号笛吹市川三郷線

## 周辺
- 河口湖
- 新道峠
- 大石峠
- 芦川すずらん群生地